# Passiflora discophora
Passiflora discophora P. Jørg. & Lawesson – gatunek rośliny z rodziny męczennicowatych (Passifloraceae Juss. ex Kunth in Humb.). Występuje endemicznie w zachodnim Ekwadorze.

## Rozmieszczenie geograficzne
Rośnie endemicznie w zachodnim Ekwadorze w prowincjach Esmeraldas, El Oro, Pichincha oraz Los Ríos. Zasięgu występowania ogranicza się do wąskiego pasu mokrego lasu nadmorskiego.

## Morfologia
PokrójZdrewniałe, trwałe, nagie liany.
LiściePodłużne lub owalne. Mają 3–6 cm długości oraz 1–3 cm szerokości. Całobrzegie, z tępym wierzchołkiem. Ogonek liściowy jest nagi i ma długość 6–13 mm. Przylistki są nietrwałe.
KwiatyPojedyncze lub zebrane w parach. Działki kielicha są podłużnie owalne, mają długość 2,4 cm. Płatki są podłużnie owalne, mają długość 1,7 cm.
OwoceMają prawie kulisty kształt. Są czerwonawe. Mają 3,8 cm długości i 3,2 cm średnicy.

## Biologia i ekologia
Występuje w wilgotnym lesie nadmorskim na wysokości 200–1100 m n.p.m.

## Ochrona
W Czerwonej księdze gatunków zagrożonych został zaliczony do kategorii EN – gatunków zagrożonych wyginięciem. Niszczenie siedlisk jest jedynym zagrożeniem. Ograniczony zasięg do zamkniętej strefy wilgotnego lasu nadmorskiego sprawia, że jest to gatunek zagrożony wyginięciem, zwłaszcza że w południowej części jego występowania trwa szybki proces wylesiania wybrzeża Ekwadoru. Gatunek ten jest chroniony w rezerwacie ekologicznym Mache Chindul.